# Zdeněk Groessl
Zdeněk Groessl (Plzeň, 8 settembre 1941 – 17 novembre 2023) è stato un pallavolista e allenatore di pallavolo cecoslovacco.

## Biografia
Groessl nacque nell'allora Protettorato di Boemia e Moravia. Gareggiò per la Cecoslovacchia partecipando ai Giochi olimpici del 1968 e del 1972. Nel 1968 conquistò con la sua squadra la medaglia di bronzo giocando tutte e nove le gare. Nel 1972 la squadra si classificò al sesto posto, con Groessl che giocò sei partite.
Negli anni 1978–1980 fu allenatore della squadra maschile della Rudá Hvězda Praha (Stella rossa Praga), e negli anni 1991–2005 ha allenato la squadra femminile della Olymp Praha.